# Бинарная оппозиция
Бина́рная оппози́ция — универсальное средство рационального описания мира, где одновременно рассматриваются два противоположных понятия, одно из которых утверждает какое-либо качество, а другое — отрицает. Считается неотъемлемым качеством дискурсивного мышления, противопоставляемого различным формам интуиции. Корни представления о бинарных оппозициях уходят в диалектику Платона и формальную логику Аристотеля. Термин введен лингвистом Н. С. Трубецким. Активно использовалась в структурализме.